# Arroyo Pantanoso
El arroyo Pantanoso es el segundo afluente más importante de la bahía de Montevideo junto con el arroyo Miguelete. Divide en dos la zona contigua a la bahía de Montevideo; de un lado el Cerro y del otro, La Teja. En los primeros planos de Montevideo es señalado con diversos nombres: Río de Montevideo, Río Colorado, Arroyo de Cuello, Arroyo Chico y Río del Cerro. En 1719 fue inscrito con el nombre de Río salado.

## Importancia histórica
Fue protagonista de un combate en la Guerra Grande. El 28 de marzo de 1844, en sus cercanías, se dispuso un combate entre el Gobierno de la Defensa de Montevideo y el ejército sitiador de Manuel Oribe. El resultado fue un triunfo de la Defensa de Montevideo.

## Problemas ambientales

### Calidad del agua

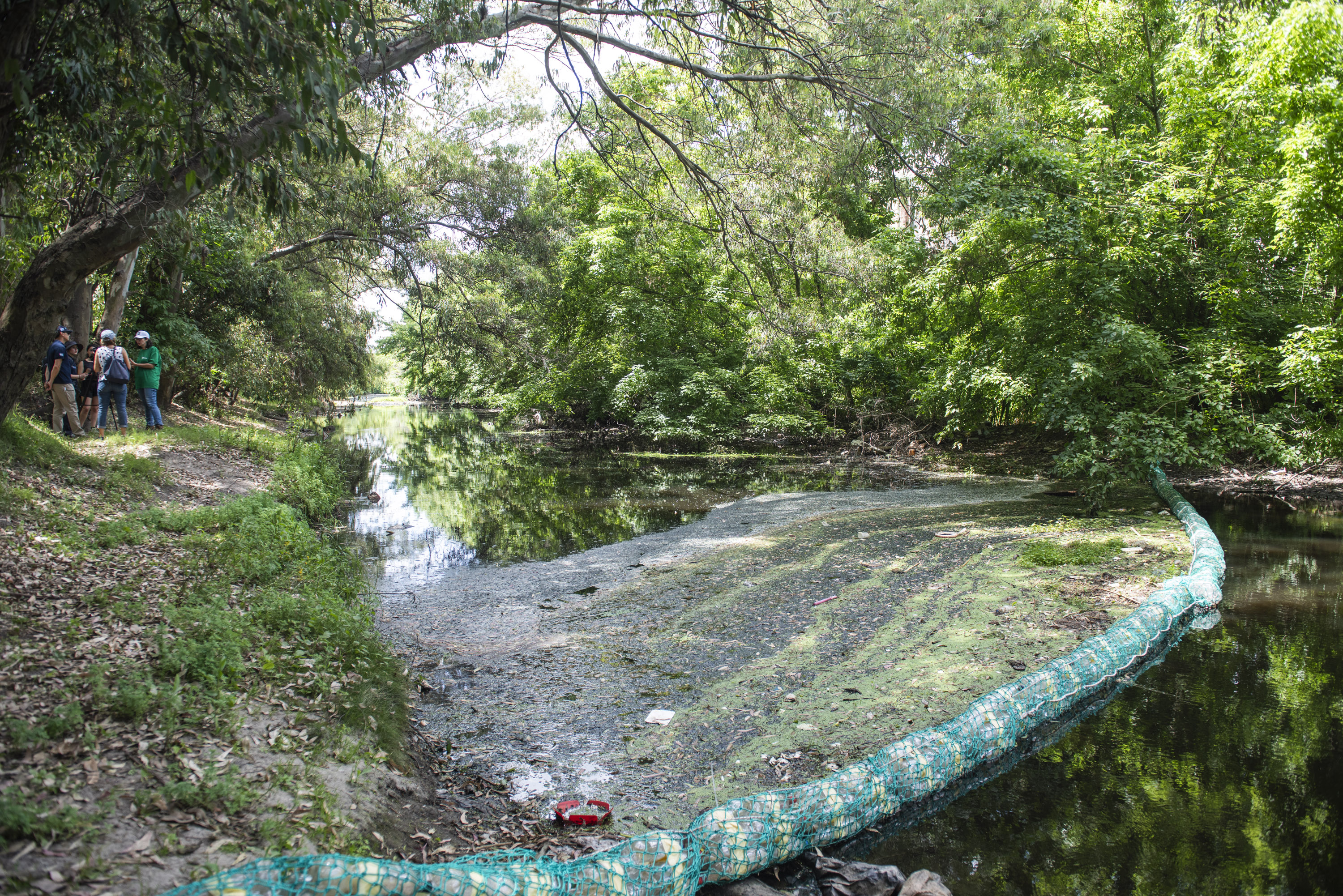
Una biobarda en la cuenca del Arroyo Pantanoso, un mecanismo que retiene basura a medida que el agua fluye.

Los estudios del año 2006 advierten de que no se han estado cumpliendo las normas mínimas estándar para conservar el agua sin distorsión de agentes externos. No se ha cumplido con las normas de calidad en el OD (Oxígeno Disuelto), DBO (Demanda Bioquímica de Oxígeno) y CF (Coliformes Fecales). La normativa establece un máximo de 2000 coliformes fecales cada 100 milímetros de agua. El arroyo tiene registros 5.000 veces superiores. Esto es consecuencia de los objetos vertidos por los propios habitantes de la zona y por la actividad industrial, que tampoco cumple con los niveles máximos de plomo y cromo.
A excepción de la estación de monitoreo Camino Colman y Camino Melilla, el resto del arroyo posee una calidad de agua deteriorada, según un índice internacional de calificación de cursos de agua urbanos. En las dos estaciones nombradas puede realizarse actividad náutica, mientras que el agua del resto del arroyo solo sirve para riego.

### Residuos sólidos
Un estudio, basado en muestras tomadas en el año 2013, elaborado por el Servicio Evaluación de la Calidad y Control Ambiental de la Intendencia de Montevideo, advirtió que en el arroyo se vierten gran cantidad de residuos sólidos que provienen de la clasificación informal y descargas de efluentes industriales y domiciliarios, lo que impide que el agua pueda autodepurarse y alcanzar los niveles de calidad que establece la normativa actual. En las márgenes del arroyo están ubicados numerosos asentamientos irregulares. Cerca de 20.000 personas viven en las inmediaciones del arroyo. A la altura del asentamiento informal Cachimba del Piojo sobresalen chasis de autos robados y allí se junta la basura y desechos que arrastra la corriente. En la parte más alejada de los asentamientos el agua es menos turbia, y se pueden observar sauces y palmeras a orillas del arroyo. 
La Intendencia de Montevideo lidera desde 2022 un programa denominado «Áreas liberadas» que busca remover residuos sólidos de áreas lindantes al arroyo y otros puntos de la ciudad. Para ello, entre otras medidas, se han instalado sistemas de biobardas, que capturan los residuos sólidos que se encuentran en el curso del arroyo y facilitan su recolección.